# Chirripeckia lyncilecta
Chirripeckia lyncilecta är en mångfotingart som beskrevs av Hoffman 1976. Chirripeckia lyncilecta ingår i släktet Chirripeckia och familjen Fuhrmannodesmidae. Inga underarter finns listade i Catalogue of Life.